# Franz Belting
Franz Belting (* 17. April 1908 in Lehrte; † 26. Juni 2010 in Hannover) war ein mehrfach ausgezeichneter deutscher Künstler, Designer, Graphiker, Lehrer und Lehrbeauftragter. Zu den Techniken des Malers und Kunststifters zählten Aquarell und Tempera, später auch Wachsfarbe. Mit der Schenkung einer Sammlung eigener Werke begründete der Künstler den Galeriestandort Lehrte.

## Leben
Franz Belting wurde noch in der späten Gründerzeit des Deutschen Kaiserreichs 1908 in Lehrte geboren. Nach seinem Schulbesuch ging der Autodidakt jedoch erst während der Weimarer Republik und im Jahr der Weltwirtschaftskrise 1929 nach Hannover, wo er im selben Jahr als Grafiker in der Großdruckerei König & Ebhardt tätig wurde.
Zur Zeit des Nationalsozialismus war Belting im Jahr 1938 „Preisträger des Niedersächsischen Kunstwettbewerbs.“ Er war von 1939 bis 1944 auf allen Großen Deutschen Kunstausstellungen in München mit Landschaftsbildern vertreten, von denen einige von Nazi-Führern erworben wurden (Goebbels, Himmler, Ribbentrop)
Nach dem Zweiten Weltkrieg entwickelte Belting Mitte der 1950er Jahre seine charakteristische Malweise mit seinem dann nahezu ausschließlichen Umgang mit Wachsfarbe. 1959 beschrieb der Kritiker Friedrich Rasche Beltings künstlerische Handschrift in der Tageszeitung Hannoversche Presse so:

„Eine kleine Überraschung sind die mit Wachsfarbe gemalten Blätter von Franz Belting, in denen sich, über das Ornamentale hinaus, nun eine eigene Phantasiewelt auftut, leuchtkräftig, voller Geheimnis und zarter Transparenz.“

Bereits zuvor war Belting 1957 zum 1. Vorsitzenden des Bundes Bildender Künstler, Gruppe Hannover (BBK Hannover) gewählt worden, eine Aufgabe, die er bis 1968 wahrnahm. Unterdessen hatte er schon 1958 einen Lehrauftrag an der Werkkunstschule Hildesheim angenommen, an der er ab 1967 auch hauptberuflich tätig wurde. Zuvor hatte er – ebenfalls in Hildesheim, von 1962 bis 1965 ein Seminar Moderne Kunst an der Volkshochschule Hildesheim geleitet.
Von 1971 bis 1976 wirkte Belting als Dozent für Gestaltlehre an der Fachhochschule Hildesheim-Holzminden. In dieser Zeit hatte er 1972 ehrenamtlich die Aufgaben des 2. Landesvorsitzenden Niedersachsen des Berufsverbandes Bildender Künstler übernommen.
1984 wurde Belting mit der Verleihung des Verdienstkreuzes 1. Klasse des Verdienstordens der Bundesrepublik Deutschland geehrt.
Im Jahr 1988 begründete Belting mit einer Schenkung an seine Geburtsstadt Lehrte eine Dauerausstellung dieser Sammlung von 110 Bildern aus seinem Gesamtwerk, mit der er zugleich den Galeriestandort Lehrte an sich begründete.
1994 wurde Franz Belting mit der Verleihung des Verdienstkreuzes 1. Klasse des Niedersächsischen Verdienstordens ausgezeichnet.
Seit Februar 2006 findet sich die Franz-Belting-Sammlung der Stadt Lehrte in der Städtischen Galerie in der Alten Schlosserei der ehemaligen Lehrter Zuckerfabrik unter der Adresse Alte Schlosserei 1, neben der Städtischen Galerie KUBUS der niedersächsischen Landeshauptstadt zugleich die einzige weitere städtische Galerie innerhalb der 21 Kommunen umfassenden Region Hannover.